# Emersonella genaora
Emersonella genaora är en stekelart som beskrevs av Christer Hansson 2002. Emersonella genaora ingår i släktet Emersonella och familjen finglanssteklar.
Artens utbredningsområde är:
- Costa Rica.
- Honduras.

Inga underarter finns listade i Catalogue of Life.